# ケイラ・ハネライン
ケイラ・ハネライン（Kayla Haneline、1994年7月4日 - ）は、アメリカ合衆国の女子バレーボール選手である。アメリカ合衆国代表。

## 来歴

### クラブチーム
ネブラスカ州プラッツマス出身。Lourdes Catholic高校を卒業後、ノーザン・アイオワ大学に進学。大学時代はNCAAバレーボール選手権などに出場。2017年、ハンガリーのVasas Óbudaに入団。2017/18シーズンのハンガリーエクストラリーグで5位となった。2018/19シーズンはフィンランドのLP Kangasalaでプレーし、リーグではベストミドルブロッカー賞を受賞した。2020/21シーズンはドイツブンデスリーガのRote Raben Vilsbiburgと契約し、1年間プレーした。2021年5月、VfB Suhl Lotto Thüringenへの移籍が発表され、2021/22シーズンのブンデスリーガで5位となり、自身はベストミドルブロッカー賞を受賞した。2022年5月、ドレスナーSCへ移籍し、リーグではベストサーバー部門でトップの活躍をみせチームは3位となった。2023/24シーズンはアリアンツ MTV シュトゥットガルトでプレーし、ブンデスリーガではチームの連覇に貢献した。2024/25シーズンはリーグ・ワン・バレーボールと契約。アトランタ所属となった。

### 代表チーム
2023年、シニア代表に初選出され、同年のパンアメリカンカップで銅メダルを獲得した。

## 受賞歴
- 2019年 - 2018/19フィンランドリーグ ベストミドルブロッカー賞
- 2022年 - 2021/22ドイツブンデスリーガ ベストミドルブロッカー賞

## 所属クラブ
- ノーザン・アイオワ大学
- Vasas Óbuda（2017-2018年）
- LP Kangasala（2018-2019年）
- LP Viesti（2019-2020年）
- Rote Raben Vilsbiburg（2020-2021年）
- VfB Suhl Lotto Thüringen（2021-2022年）
- ドレスナーSC（2022-2023年）
- アリアンツ MTV シュトゥットガルト（2023-2024年）
- アスリーツ・アンリミテッド（2024年）
- LOVBアトランタ（2024年-）